# 多格伍德 (印第安納州)
多格伍德（英語：Dogwood）是位於美國印地安納州哈里森縣的一個非建制地區。該地的面積和人口皆未知。